# Volta do Uvá
A volta do Uvá é um acidente geográfico em forma de ferradura situado no município brasileiro de Aratiba, no Rio Grande do Sul, em que o curso do rio Uruguai faz um meandro (volta em forma de U). Este local foi escolhido para a construção da Usina Hidrelétrica Itá, pelo seu relevo dobrado e a alta declividade do rio. Antes da usina, havia uma comunidade homônima nas aproximidades, que foi totalmente coberta pelas águas do lago da barragem.